# Р-500 (ракета)
P-500 (9М728) — російська крилата ракета, створена для комплексу «Іскандер», здатна, за заявою першого віце-прем'єра Сергія Іванова, долати всі існуючі та перспективні системи протиракетної оборони (ПРО). Дальність польоту — 500 км.

## Історія
Розроблення ракети Р-500 розпочато 1996 року Єкатеринбурзьким ВАТ ОКБ «Новатор».
Державні випробування ракети почалися в 2008 році, а в 2009 році вона була прийнята на озброєння.
Як повідомив на початку 2013 року офіційний представник Сухопутних військ РФ полковник Донюшкін, ракета Р-500 є удосконаленою версією радянської системи C-10 «Гранат» з дальністю стрільби до тисячі кілометрів, а ракета 3М14Е, за його словами, є експортним варіантом Р-500.

## Випробування та експлуатація
29 травня 2007 на полігоні Капустин Яр з  комплексу «Іскандер-К» пройшли перші випробувальні запуски ракети Р-500.
У червні 2013 року російським військам було передано перший бригадний комплект (12 самохідних пускових установок 9П78-1 для 107-ї ракетної бригади) комплексів «Іскандер-М», які здатні пускати як крилаті, так і аеробалістичні ракети.
19 вересня 2015 року під час навчань на Донгузькому полігоні був здійснений перший бойовий пуск ракети 9М728.
У 2022 Росія застосовувала ракети Р-500 під час нападу на Україну, декілька ракет були збиті засобами ППО. 16 березня 2022 року Росія завдала удару ракетами Р-500 по місту Вінниця.